# Fabiola William John
Fabiola William John (26 december 1984) is een Tanzaniaanse langeafstandsloopster, die is gespecialiseerd in de marathon.
In 2004 werd John tweede op de marathon van Taipei en jaar later werd ze vierde op diezelfde wedstrijd. In 2005 werd ze tweede op de marathon van Edinburgh.

## Persoonlijk record
| Onderdeel | Prestatie | Datum | Plaats    |
| --------- | --------- | ----- | --------- |
| marathon  | 2:34.41   | 2005  | Edinburgh |

## Palmares

### Marathon
- 2004:  marathon van Taipei - 2:41.52
- 2005:  marathon van Edinburgh - 2:34.41
- 2005: 4e marathon van Taipei - 2:40.27